# Lorenz Rhodomann

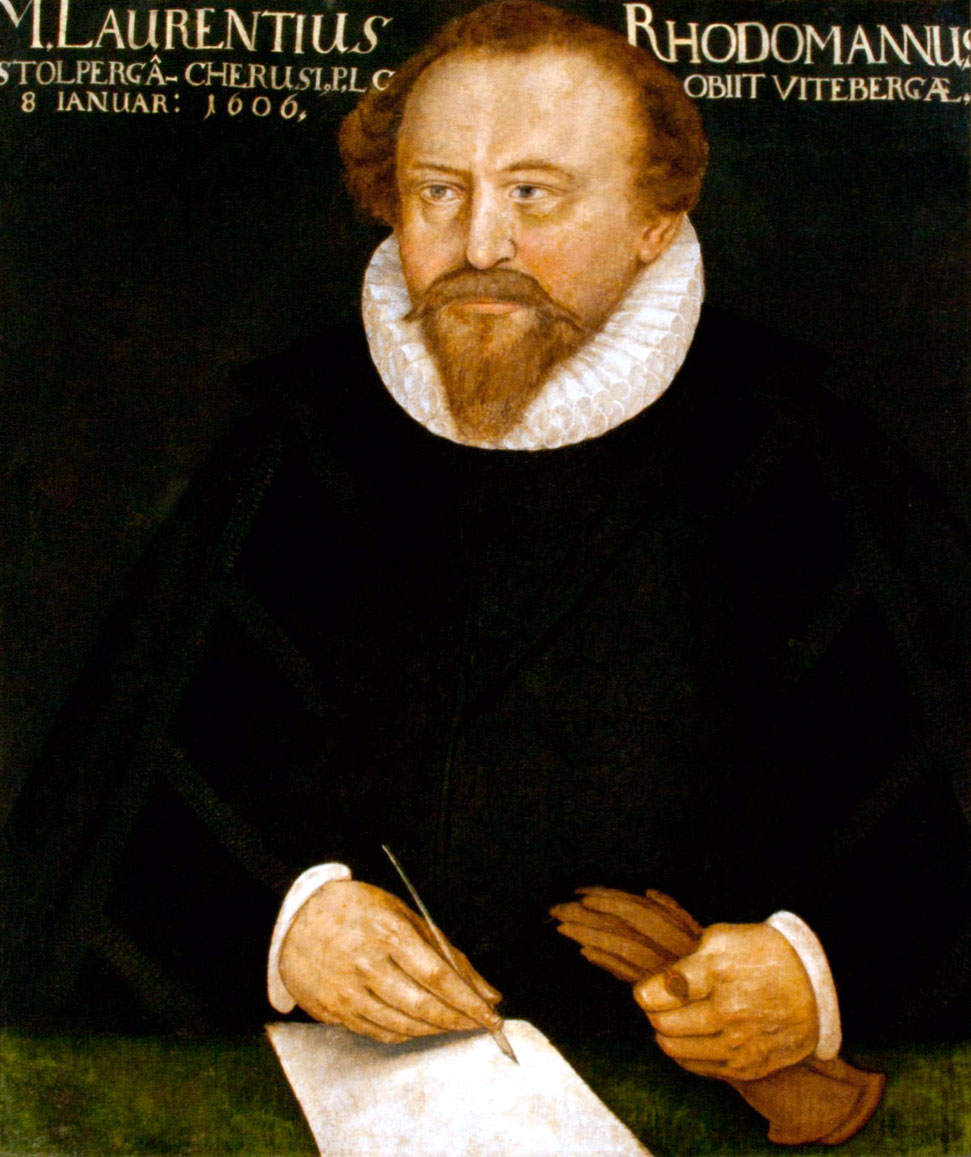
Lorenz Rhodomann

Lorenz Rhodomann (auch: Laurentius Rhodemann, Laurentz Rhodemannus, Rodeman, Rosemann; * 5. August 1546 in Niedersachswerfen; † 8. Januar 1606 in Wittenberg) war ein deutscher Pädagoge, lutherischer Theologe, Historiker und Philologe.

## Leben
Der Sohn des Tagelöhners Valentin Rosemann hatte die heimatliche Dorfschule besucht und besuchte, nach dem frühen Tod seines Vaters, die Stadtschule in Stollberg. Hier konnte er sich als Chorschüler und Privatlehrer seinen Lebensunterhalt sichern und genoss weiteren Unterricht auf der Lateinschule in Heringen. 1557 besuchte er die Schule in Nordhausen und 1561 die Schule in Magdeburg.
1562 wurde ihm eine Freistelle an der Klosterschule Ilfeld verschafft, wo er ein Lieblingsschüler des Michael Neander wurde, unter dessen Führung er seine Sprach- und Literaturkenntnisse weiterentwickelte, um später an dessen Seite als Unterrichtender zu wirken. Um seine Angehörigen versorgen zu können, kehrte er in seinen Heimatort zurück, wo er als Küster und als Schullehrer fungierte. Nebenher setzte er seine Studien fort und als seine Mutter eine dritte Ehe eingegangen war, stand für ihn der Weg nach Ilfeld wieder offen, wo er unter Neander sich weiterentwickelte und sich als Poet einen ausgezeichneten Ruf erwarb.
Jedoch verfügte er über keine ausreichenden Mittel, um ein Studium absolvieren zu können. So nahm er einige Hauslehrerstellen an, wurde unter anderem Hofmeister der Prinzen des Herzogs  Otto in Harburg und hatte sich so viel Geld erspart, dass er im Februar 1571 die Universität Rostock beziehen konnte. In Rostock fand er Aufnahme bei David Chyträus, der ihm noch im selben Jahr eine Rektorenstelle in Schwerin verschaffte. Um den dafür nötigen akademischen Grad eines Magisters der philosophischen Wissenschaften zu erwerben, promovierte er am 8. Mai 1571 zum selben und nahm im Anschluss seine Rektorenstelle in Schwerin in Angriff. Ein Jahr später wurde er von Eberhard von Holle als Rektor der Michaelisschule in Lüneburg berufen, heiratete bald Adelheit NN. und blieb zwölf Jahre in jener Stellung. 1584 wechselte er als Rektor der Lateinschule des Klosters Walkenried und bekleidete dort die oberste Pfarrstelle. 1591 wurde er zum Professor der griechischen Sprache und Geschichte an die Universität Jena berufen, erhielt von Paul Melissus 1592 gemeinsam mit Friedrich Taubmann die Dichterkrone, wurde in Jena Dekan der philosophischen Fakultät und im Sommersemester 1597 Rektor der Alma Mater.
Nach siebenjähriger Wirksamkeit in Jena wechselte er 1598 als Nachfolger von Kaspar Jentzkow an das 1560 gegründete Gymnasium Stralsund als Rektor. In Stralsund hatte er unter anderem Kontakt zu Joseph Justus Scaliger, der ihn 1601 an den kurfürstlichen sächsischen Hof empfahl, als Professor für Geschichte an der Universität Wittenberg. Diese Stelle trat er am 10. Oktober 1601 an und jene gab ihm die Muße, seine große griechisch-lateinische Ausgabe des Diodorus Siculus zu vollenden sowie umfassende Studien über die späten griechischen Epiker abzuschließen. Seine akademischen Pflichten bestanden in Vorlesungen über Justinus, über Kirchengeschichte, über die Weltchroniken des Sleidanus und Melanchthons. Rhodomann, der im Wintersemester 1602 auch Dekan der philosophischen Fakultät gewesen war, hatte nach dem Tod seiner ersten Frau am 7. August 1604 in Wittenberg erneut geheiratet. Jedoch blieb die Ehe kinderlos, da er schon im Folgejahr an Erschöpfungssymptomen erkrankte und am Anfang des Jahres 1606 an den Folgen derselben verstarb.

## Rezeption
In seinem Geburtsort Niedersachswerfen wurde eine Straße nach ihm benannt. Aufgrund seiner einzigartigen Bedeutung als Verfasser griechischer Verse werden in einem Verbundprojekt der Universitäten Wuppertal und Osnabrück seine poetischen Werke bis 1588 in einer digitalen Edition neu herausgegeben und ins Deutsche übersetzt.

## Werkauswahl
- Historia vitae et doctrinae Martini Lutheri carmine heroico descripta.
- Ilfelda Hercynica. Frankfurt 1581 (Online)
- Descriptio historiae ecelesiae sive populi Dei politiae ejusdem et rerum praecipuarum, quae in illo populo acciderunt, graeco carmine cum versione latina e regione textus graeci.
- Poesis Christiana, i. e. Palaestinae seu historiae sacrae graeco-latinae libri. Frankfurt 1589.
- Argonautica Thebaica, Ilias parva
- Tabulae etymologiae graecae … Leipzig 1590 (Online)
- Historia Ecclesiae... Frankfurt 1581 (Online)
- Epithalamia sacra
- Ex Memnone, de tyrannis Heracleae Ponticae, Cresia et Agatarchide excerptae historiae graecae et latinae partim ex Laur. Rhodomanni interpretatio. Genev. 1593
- Theologiae christianae tyrocinia carmine heroico graeco – latino in 5 libr. Digesta. Leipzig 1596
- Homerus confutatus
- Troja expugnata
- Oratio, Qua studium Historiarum iuventuti Studiosae historice commendatur: Habita in praelectionis Historicae auspiciis, & dedicata … Wittenberg 1601
- Orationes de lingua graeca et de vita Philosophica. Jena 1634
- Catechismus geminus graeco-lat. German. Leipzig 1626
- Opus aureum Michaelis Neandri. Leipzig 1575
- Diodorus Siculus (mit lateinischer Übersetzung und Anmerkungen) Hannover 1604